# Pomnik Pokoju na Wzgórzu Prackim
Pomnik Pokoju (czes. Mohyla míru, niem. Grabhügel des Friedens) – monument upamiętniający poległych podczas bitwy pod Austerlitz, znajdujący się na Wzgórzu Prackim (Pracký kopec, Pratzeberg), kilometr od morawskiej wsi Prace.
Na wzgórzu podczas bitwy znajdował się sztab wojsk sprzymierzonych przeciw Napoleonowi – Rosjan i Austriaków. Inicjatorem budowy pomnika, wiek po krwawej bitwie, był Alois Slovák, ksiądz i pedagog z Brna. Autorem projektu był znany czeski architekt Josef Fanta, a sfinansowały go państwa, których żołnierze zginęli w bitwie – Francja, Austria oraz Rosja. Budowa rozpoczęła się w 1910 i trwała dwa lata; planowano jej otwarcie w 1914, ale wskutek wybuchu I wojny światowej oficjalne otwarcie nastąpiło dopiero w 1923. W 1925 pomnik uzyskał status muzeum.
W pobliżu pomnika działa niewielkie muzeum, w którym można obejrzeć znaleziska z pola walki oraz makiety bitwy.
W sierpniu przy pomniku odbywają się tzw. Dni Napoleońskie, a w grudniu rekonstrukcja historyczna bitwy pod Austerlitz.

## Architektura pomnika
Pomnik wybudowano w secesyjnym stylu, ale 26-metrowa konstrukcja przypomina starosłowiańskie kopce. Wieńczy ją 10-metrowy starochrześcijański krzyż, spoczywający na wyobrażeniu kuli ziemskiej. Po bokach znajdują się 4 rzeźby z tarczami herbowymi, reprezentującymi Austrię, Rosję, Francję (przedstawioną już jako Republikę) oraz Morawy. Ich autorem jest rzeźbiarz Čeňek Vosmík. Pod krzyżem wmontowano 4 tablice z napisami, które zastąpiły oryginalne z motywem hymnu Dies irae. Przy wejściu umieszczono także kolejne tablice pamiątkowe w czterech językach (po czesku, niemiecku, rosyjsku i francusku). 
Wewnątrz pomnika umieszczono kaplicę o wymiarach 10 na 10 metrów z ołtarzem z marmuru oraz karner z kośćmi poległych żołnierzy, znalezionymi podczas budowy. Kaplica charakteryzuje się znakomitą akustyką.

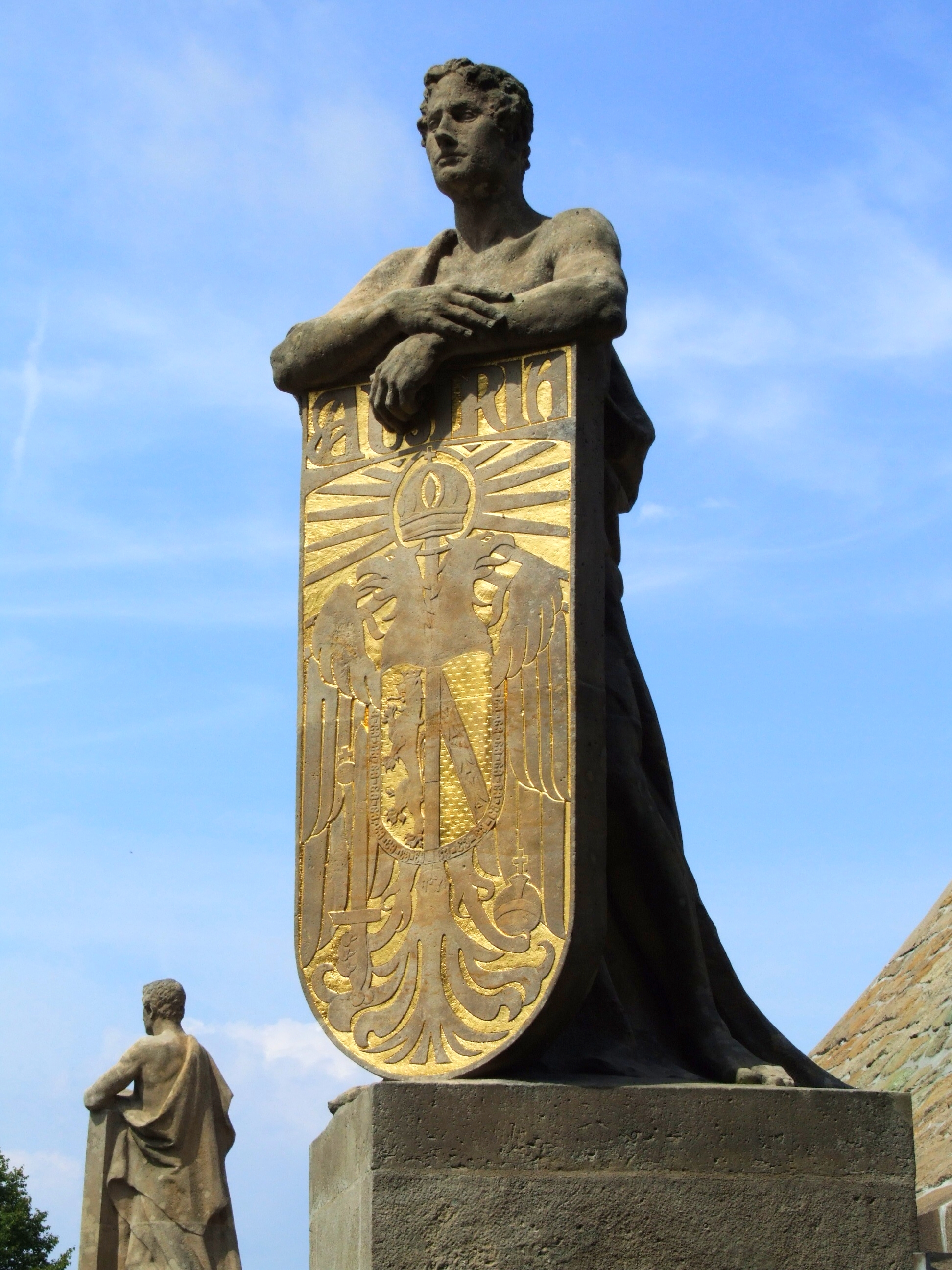
Pomnik symbolizujący Austrię
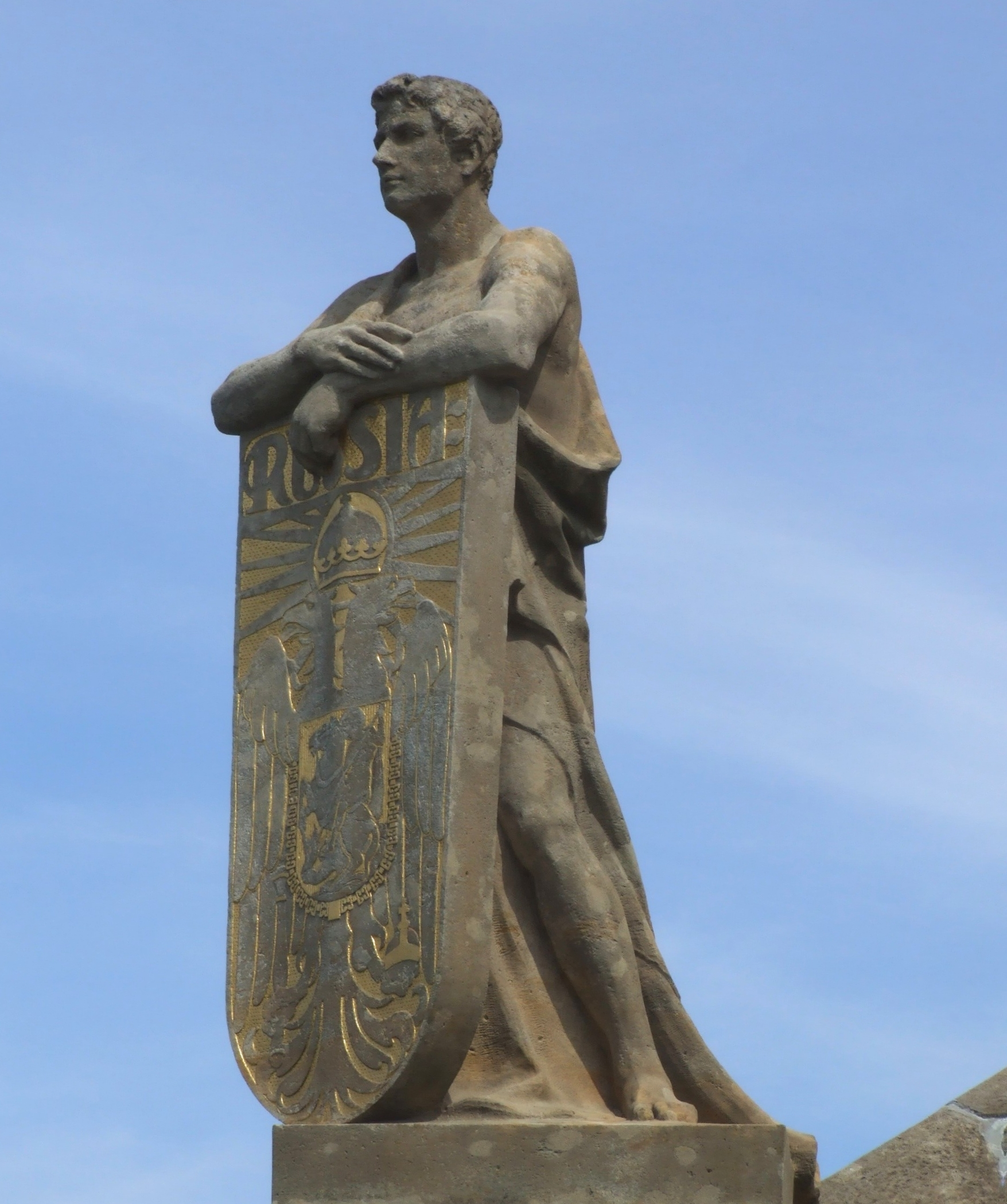
Pomnik symbolizujący Rosję